# 18 Summers

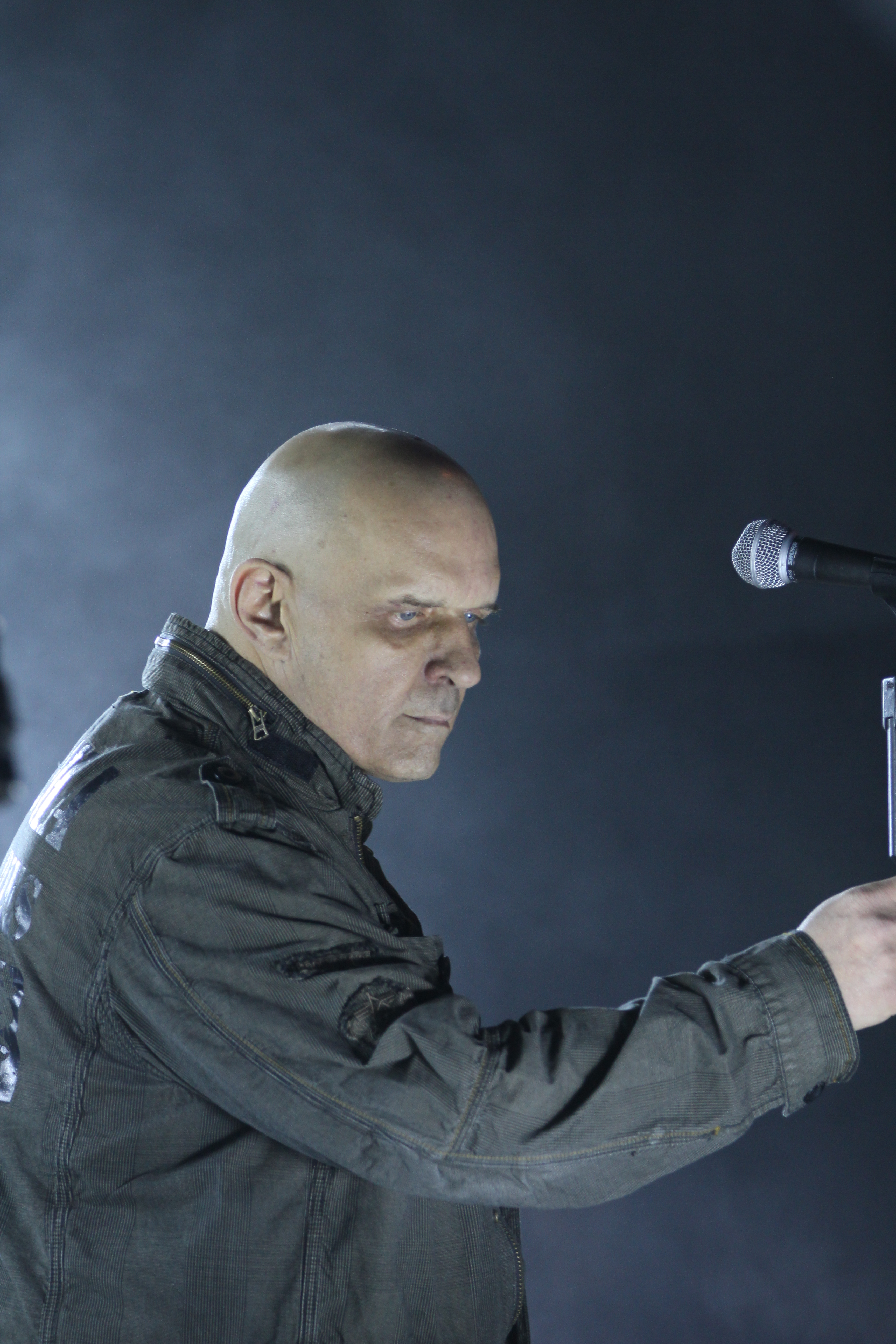
18 Summers bei der Nocturnal Culture Night 2014

18 Summers ist ein Musikprojekt, das 1990 unter dem Namen Silke Bischoff gegründet wurde. 2002 erfolgte die Umbenennung des Projekts von Sänger Felix Flaucher (* 14. Januar 1958; † 22. August 2017) und Songwriter und Gitarrist Frank Schwer zu 18 Summers.

## Geschichte
Felix Flaucher und Axel Kretschmann gründeten das Projekt Silke Bischoff im Frühjahr 1990 und veröffentlichten anschließend drei Demo-Tapes mit jeweils zwei Tracks. Bereits zu dieser Zeit konnte sich der Titel I Don’t Love You Anymore zu einem Untergrundhit entwickeln. Ihr größter Hit war jedoch On the Other Side (I’ll See You Again), eine Art Hymne für die Dark-Wave- und Gothic-Bewegung der frühen 1990er, mit dem Silke Bischoff eine bedeutende Größe im Dark-Wave-Umfeld der 1990er Jahre wurden.
Der Name Silke Bischoff bezieht sich  auf ein 18-jähriges Todesopfer der Geiselnahme von Gladbeck von 1988. Auf Silke Bischoff wird in einigen Texten Bezug genommen, so zum Beispiel bei dem Track Why Me? vom 1991er Debütalbum.  Die Verwendung als Bandname wurde anfangs heftig kritisiert; Felix Flaucher hatte den Namen jedoch bewusst als eine Hommage an Silke Bischoff gewählt, deren Tod vermeidbar gewesen wäre, wenn die Geiselnahme nicht von  sensationalistischem Medienrummel und Polizeiversagen geprägt worden wäre. Außerdem fand er es „nicht in Ordnung, dass in der Regel die Namen der Täter noch Jahre später in der Erinnerung überleben; an die Opfer kann man sich oft nach kurzer Zeit schon nicht mehr erinnern“.
Nach einem Rechtsstreit im Jahr 2002 mit Axel Kretschmann änderten Felix Flaucher und Frank Schwer den Bandnamen in 18 Summers. Auch der neue Name 18 Summers bezieht sich auf das damalige Geschehen: Die bei dem Geiseldrama getötete Silke Bischoff starb am 18. August 1988 im Alter von 18 Jahren.
Im Jahr 2001 gelang der Band mit dem Album Phoenix From the Flames ein erster Chart-Erfolg, der Clip zur ausgekoppelten Single Felix in the Sky wurde von Regisseur Norman Hafesi in Kiew gedreht, schließlich in der Power-Rotation des Musiksenders VIVA 2 ausgestrahlt und zusammen mit dem Live-Mitschnitt des VIVA-Overdrive-Konzertes in Köln auf DVD veröffentlicht. Sowohl Phoenix from the Flames als auch das Nachfolgealbum Virgin Mary wurden von John Fryer und Roman Schönsee produziert; beide erschienen bei Drakkar Entertainment.
Felix Flaucher hat sich außerdem schon sehr früh als Fotograf einen Namen gemacht und war stilbildend für eine ganze Reihe von Fotografen der heutigen Gothic- und Fetisch-Szene. Von Anfang an verwendete er für das Artwork von Silke Bischoff und 18 Summers Mädchenfotografien. Er porträtierte die verschiedensten Bands, und einige bemerkenswerte Titel der Magazine Gothic, Orkus, Sonic Seducer und Zillo stammen von ihm. Viele dieser Bandfotos sind neben Akt-, Fetisch- und Porträtaufnahmen in dem von ihm veröffentlichten Fotobuch Under your Skin zu sehen. Neben diversen anderen Projekten ist er die deutsche Stimme von Marilyn Manson auf dessen Hörbuch-Autobiografie.
Später folgten Kollaborationen mit The Dreamside (2007) und Sara Noxx (2009).
Mit dem Album The Magic Circus greift die Band – im März 2012 – generell ihre musikalische Vergangenheit wieder auf, beschreitet dabei jedoch neue Wege in der Essenz ihres Artworks und ihrer Thematiken.
Flaucher starb in der Nacht auf den 23. August 2017 nach langer Krankheit im Alter von 59 Jahren.
Für das Wave-Gotik-Treffen 2025 in Leipzig produzierte Gründungsmitglied Axel Kretschmann ein Konzert, für das wieder der Name Silke Bischoff verwendet wurde. Unter anderem traten Alexander Veljanov und Sven Friedrich als Gastsänger auf.

## Gastmusiker
- Alex Papavergou (Perkussion)
- Klaus Zuberbuhler (Perkussion)
- Martin Schnabel (Elektronische Violine)

## Diskografie
Silke Bischoff
- 1990: I Don’t Love You Anymore / Small and Tired (MC)
- 1990: Why Me? / Follow Me Into the Night (MC)
- 1990: 666 Hellbound / Hold Me (MC)
- 1991: Silke Bischoff (LP)
- 1992: Silke Bischoff (CD)
- 1993: The Man on the Wooden Cross (CD)
- 1995: To Protect and to Serve [3-Track Promo] (3"CD)
- 1995: To Protect and to Serve (CD)
- 1996: Northern Lights [4-Track Promo] (CD)
- 1996: Northern Lights (CD)
- 1996: Waste of Time (CDM)
- 1996: Waste of Time [Promo-Video] (Vhs)
- 2001: Felix In the Sky (CDM)
- 2001: Phoenix from the Flames (CD)
- 2001: Down In the Park – Unplugged in Köln (CD / DVD)

18 Summers
- 2002: Girl of 18 Summers (CDM)
- 2002: Virgin Mary (CD)
- 2003: Phoenix from the Flames [Re-release] (CD)
- 2012: The Magic Circus (CD)

eLeSDe (Projekt um Axel Kretschmann)
- 1998: Tanz mit mir (CD)

Crystal Lake (Projekt um Frank Schwer, Felix Flaucher und Peter Ehrenfeld)
- 1994: Violent Vision Blue (CD)

SF-Zentrale (Projekt um Frank Schwer)
- 1993: Gefühlsecht und mit Geschmack (LP)